# أنجانا أباتشانا
أنجانا أباشانا كاتبة ومؤلفة وروائية أمريكية من أصل هندي. قامت بتأليف كتاب للقصص القصيرة بعنوان «التعويذات» ورواية بعنوان «الاستماع الآن».
صدر كتابها الأول تعويذات وقصص أخرى في إنجلترا عام 1991 وفي الولايات المتحدة عام 1992. أعاد دار بنجوين للنشر إصدار الكتاب في الهند عام 2006.
يحمل كتابها الأول والثاني عنوان الاستماع الآن، ونشرته دار راندوم هاوس عام 1997. تروي فيه ست نساء قصة عشيقين، بادما وكاران، التي امتدت لستة عشر عاما. تدور أحداث الرواية في بنغالور ودلهي ولكناو.

## أنظر أيضا
- قائمة الكتاب الهنود